# 河北科技师范学院
河北科技师范学院坐落于中华人民共和国河北省秦皇岛市，为一所全日制公办省属师范类本科高校。

## 校史沿革
学校前身始建于1941年，1975年开始举办高等教育，1977年开始招收本科生，2003年，中华人民共和国教育部同意河北职业技术师范学院更名為河北科技师范学院，延续至今。2006年，学校获得硕士学位授予权。自“十三五”以来，学校也在积极规划升格为河北海洋大学。